# Ponsano
Ponsano is een plaats (frazione) in de Italiaanse gemeente Volterra.